# 知识导航
知识导航是知识管理领域的术语，是从属于信息学、管理学的交叉性人文科学内容。关注知识导航的还有信息管理、情报学、图书馆学等领域。
提供知识导航服务需要将知识和信息进行结构梳理和分类呈现，还需提供索引路径和知识网络，比如以知识地图的方式实现导航功能。